# Fritz Hattenhauer
Fritz Hattenhauer (* 18. Juli 1892 in Minden; † 15. Januar 1980) war ein deutscher Kaufmann und Landespolitiker (CDU).
Hattenhauer arbeitete bis 1930 als Geschäftsführer in Minden. Danach war er bis 1937 selbstständiger Kaufmann und anschließend Abteilungsleiter für Landmaschinen bei der Centralgenossenschaft in Münster. Seit 1939 war Hattenhauer Soldat. Danach arbeitete er bis 1946 als Kaufmann für Landmaschinen.
Hattenhauer war 1946 Mitglied des Provinzialrates für Westfalen und zwischen 1946 und 1947 für die CDU Mitglied des ernannten Landtages von Nordrhein-Westfalen.